# Haltérophilie aux Jeux olympiques de 1904
Navigation
Athènes 1896 Anvers 1920

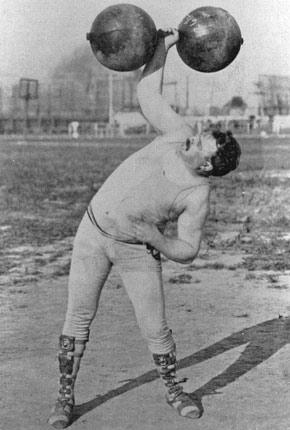
Frederick Winters, vice-champion.

Résultats des épreuves d'haltérophilie aux Jeux olympiques d'été de 1904 à Saint-Louis aux États-Unis.

## Concours multiple d'haltères hommes
| Médaille | Pays       | Halthérophile      | Points |
| -------- | ---------- | ------------------ | ------ |
| Or       | États-Unis | Oscar Paul Osthoff | 48 pts |
| Argent   | États-Unis | Frederik Winters   | 45 pts |
| Bronze   | Allemagne  | Frank Kugler       | 10 pts |

## Poids lourd - à deux bras
| Médaille | Pays       | Halthérophile      | Poids      |
| -------- | ---------- | ------------------ | ---------- |
| Or       | Grèce      | Perikles Kakousis  | 111,700 kg |
| Argent   | États-Unis | Oscar Paul Osthoff | 84,370 kg  |
| Bronze   | Allemagne  | Frank Kugler       | 79,610 kg  |